# Сейшельська жаба звичайна
Сейшельська жаба звичайна (Sooglossus sechellensis) — вид земноводних з роду Sooglossus родини Сейшельські жаби.

## Опис
Загальна довжина досягає 1,6—1,9 см. Спостерігається статевий диморфізм: самиця більша за самця. Голова середнього розміру. Морда майже трикутна, витягнута. тулуб стрункий. Задні кінцівки довші за передні з довгими пальцями. Забарвлення тьмяне, бліде зі світлими, зеленуватими цяточками та чорними смужечками. Також тягнуться тоненькі темні смужки від ока вертикально униз до морди. Черево біле.

## Спосіб життя
Полюбляє вологі ліси, де ховається серед опалого листя. Веде наземний спосіб життя. зустрічається на висоті 240–984 м над рівнем моря. Активна вночі. Живиться дрібними комахами та їх личинками, а також хробаками. особливими є звуки, що видають самці: вони доволі складаються з однією ноти, за якою слідують ще 4 частотою 2660 Гц.
Ця сейшельська жаба відрізняється своєрідним способом розмноження. Самиця відкладає яйця в землі, уникаючи швидких річок та струмків. Великі яйця відкладаються на землю, на вологе листя, а пуголовки забираються на спину самця, який боронить яйця. тут пуголовки розвиваються там до кінця метаморфоза. Дихають вони через шкіру, головним чином хвоста, а потім включаються легені.

## Розповсюдження
Поширена на островах Мае та Силует (Сейшельські острови).